# 山口由紀
山口 由紀（やまぐち ゆき、1966年3月4日 - ）は、日本の俳優、三味線奏者。オフィス天童所属。長唄三味線方「杵屋巳織（きねやみおり）」、「東音山口由紀」、大和楽「大和久貴」。東京都出身。東京芸術大学邦楽科卒。父は俳優の山口崇（長唄三味線方「杵屋巳楓」）、母は元女優の平尾桂子（長唄唄方「杵屋巳貴」、「貴風会」を主宰。）。弟は長唄唄方の杵屋巳三郎（きねや みさぶろう）。

## 来歴・人物
両親の影響で幼少の頃より長唄に親しみ、杵屋巳太郎（現・人間国宝杵屋浄貢）に師事。その後、東音味見亨（長唄東音会会長）にも師事。舞踊会、演奏会に出演する他、箏曲グループのCDや演奏会、後進の指導育成などを行っている。
杵巳流師範。国立劇場養成課講師、新国立劇場養成課講師、桐朋学園短期大学講師、読売文化センター講師を務める。長唄織音会を主宰。

## 主な出演

### 演奏
- 1988年　皇居桃華楽堂にて御前演奏。
- 1989年　團伊玖磨オペラ「ちゃんちき」に参加。東ドイツ・ユーゴスラビア・ルクセンブルク・ハンガリーで公演。
- 1994年から1999年（毎年）　文化庁移動教室に参加。各地で演奏。
- 2003年　杵屋巳織のコンサート開催。
- 2009年　比叡山延暦寺根本中堂にて演奏。
- 2010年　平城遷都1300年祭。東院庭園にて演奏。
- 2012年から2013年　ホノルルフェスティバルにて演奏。
- 2015年 「長唄 織音会」第20回記念演奏会（深川江戸資料館小劇場）。

### TV
- TBS「爆報 ! THEフライデー」（長唄三味線ファミリー）2016年

### CD
- 華織(Ka Ori)1 「島の千歳」「太鼓の曲」「五条橋」
- 華織(Ka Ori)2 「都風流」「風韻」「紀州道成寺」